# Horní maják Suurupi
Horní maják Suurupi (estonsky: Suurupi ülemine tuletorn) je pobřežní maják, který stojí na pobřeží poloostrova Suurupi ve vzdálenosti 2245 m od dolního majáku Suurupi v obci Harku v kraji Harjumaa ve Finském zálivu v Baltském moři v Estonsku.
Maják je ve správě Námořního úřadu Estonska. Registrační číslo Estonského úřadu námořní dopravy (Veeteede Amet, EVA) je 375
Maják je kulturní památkou Estonska vedený od 25. listopadu 1997 v seznamu památek pod číslem 9459.

## Historie
Původní kamenný maják vysoký 15,5 m byl postaven v roce 1760. Maják byl opravován v roce 1788, 1858 a 1898. V roce 1812 byla věž zrekonstruována a vybavena novým reflektorem.
Maják v období druhé světové války byl vážně poškozen. Estonská sovětská socialistická republika opravila poškozený maják v roce 1951.
V roce 1981 byla instalována nové světelné zařízení. Maják byl kompletně restaurován.
S majákem se dochovala obytná budova strážce majáku, technická budova, sauna a sklady, které jsou také kulturními památkami.
V roce 1812 byla na majáku instalována pneumatická siréna, která během mlhavého počasí varovala plavidla. V roce 1968 byla nahrazena nautofonem.
Maják je plně automatizován.

## Popis
Válcová kamenná čtyřpatrová věž ukončená dvojitou galerií a lucernou. Maják je natřen bílou barvou, lucerna je černá. Věž je vysoká 16,4 m o průměru 10 m

## Data
zdroj
- výška světla 68 m n. m.
- dosvit 12 námořních mil, intenzívní 15 nm
- dva záblesky bílého světla v intervalu 15 sekund
- sektor: bílá 250,5°–242,5°, intenzívní: bílá 242,5°–250,5°

označení
- Admiralty: C3786.1
- ARLHS: EST-017
- NGA: 12768
- EVA 375

## Galerie

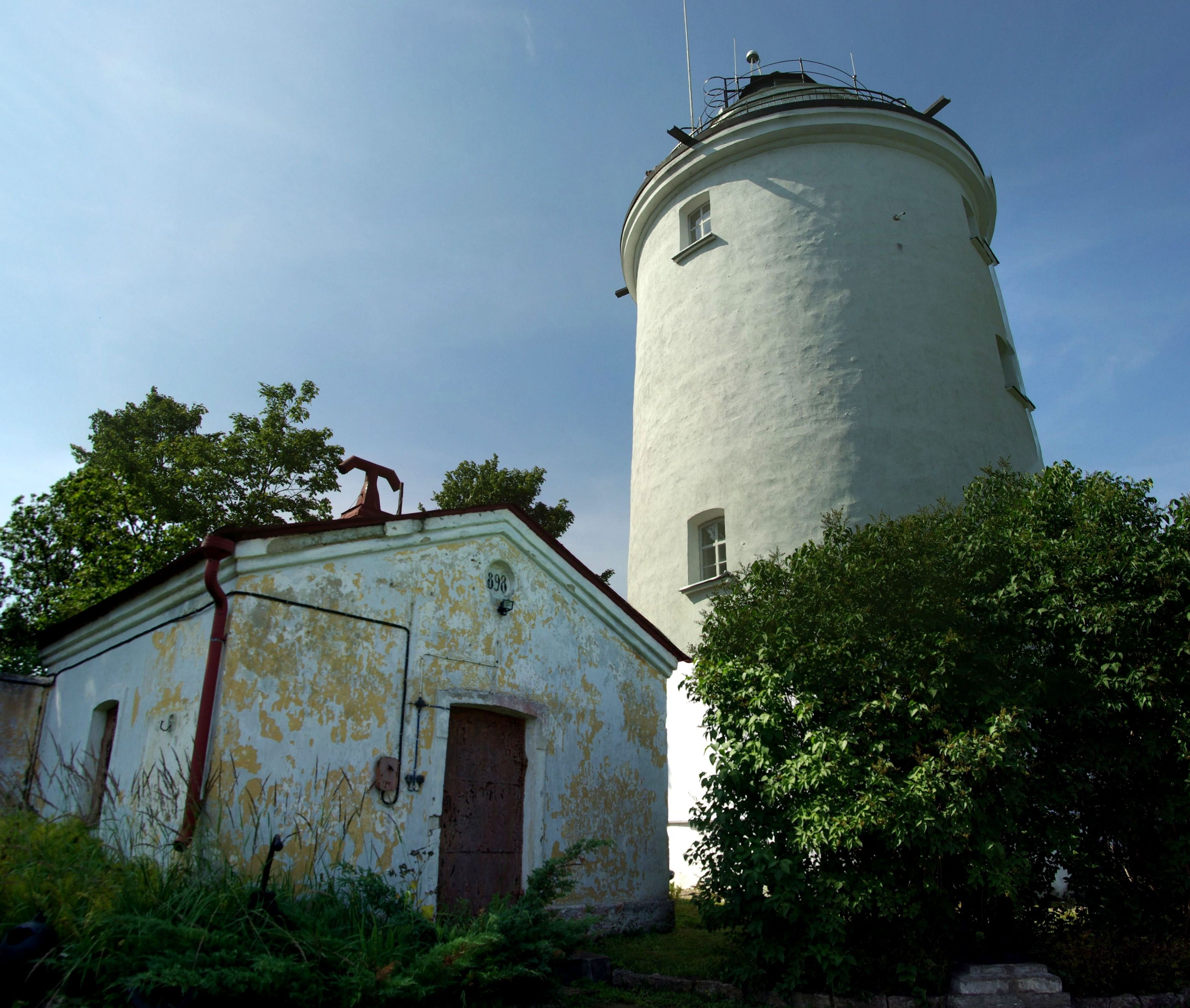
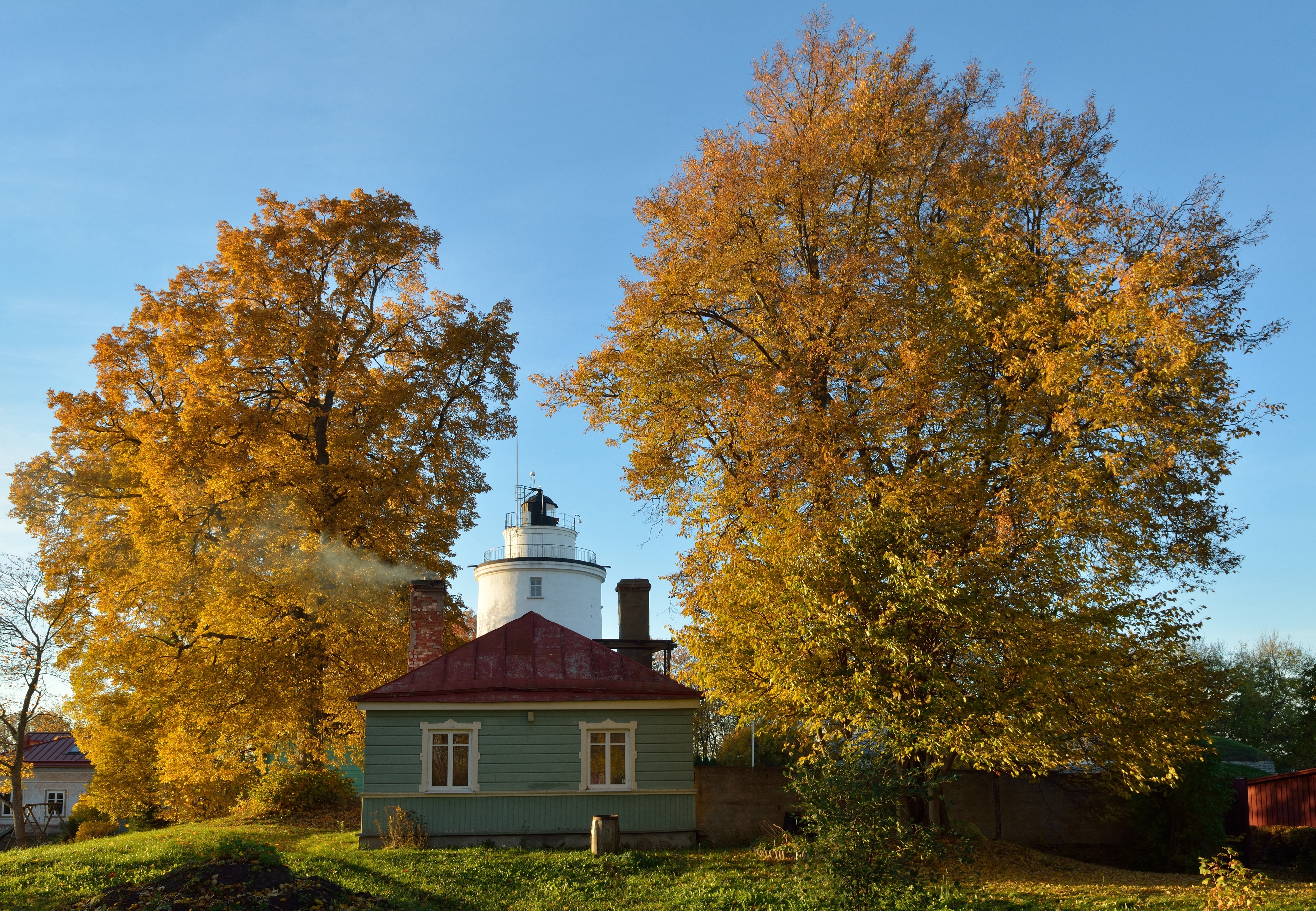
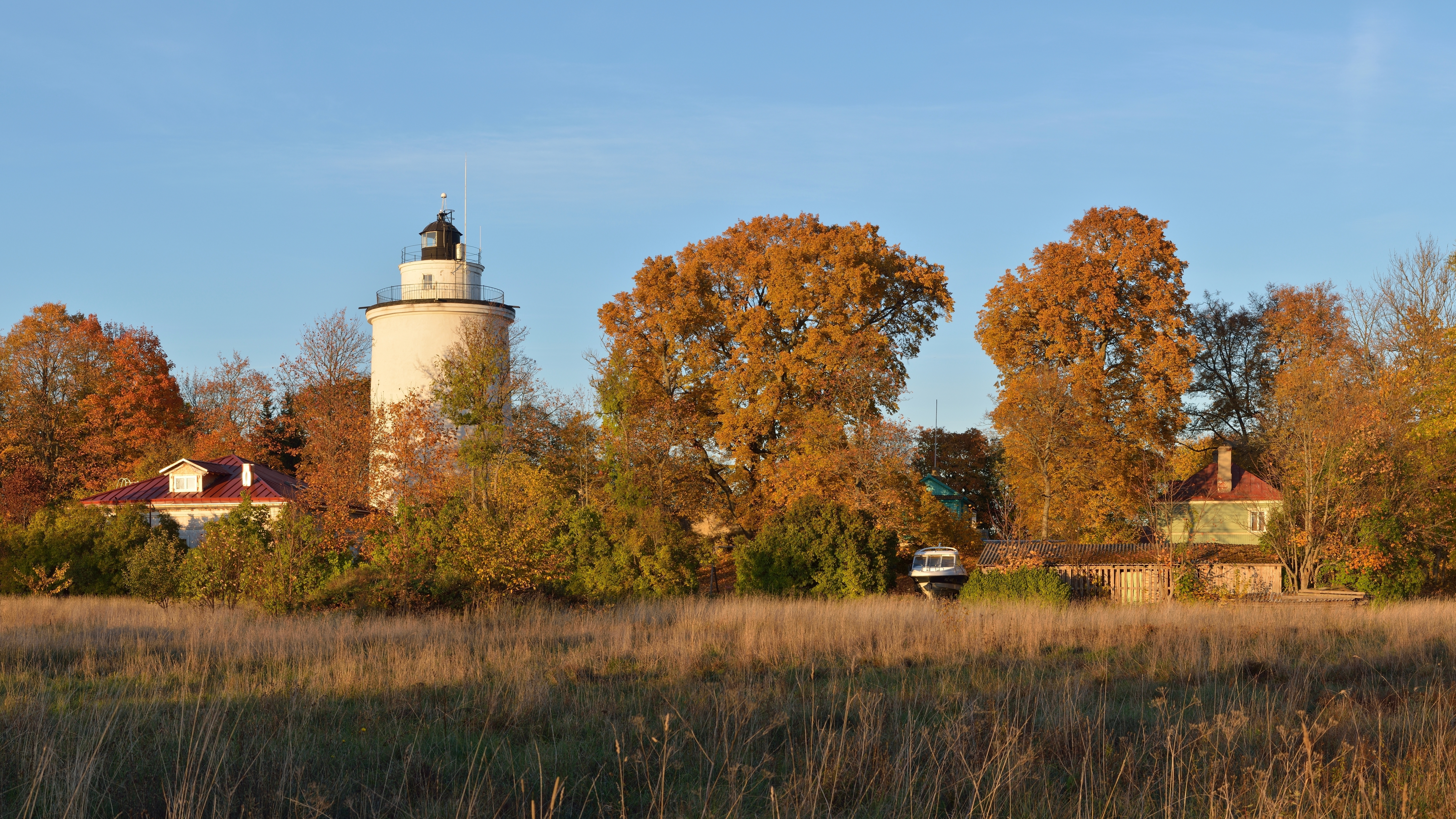